# كاموف

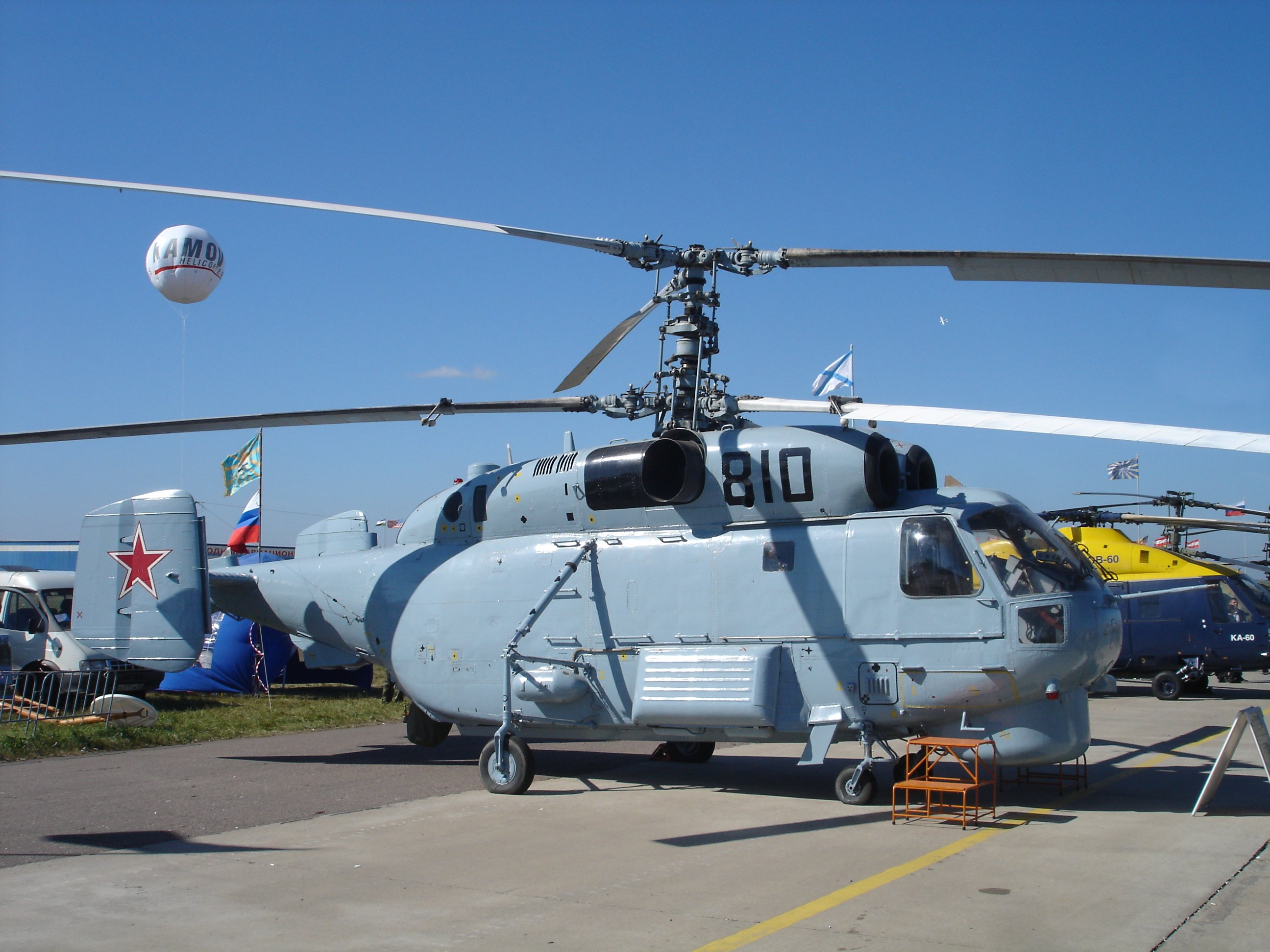
كا-27

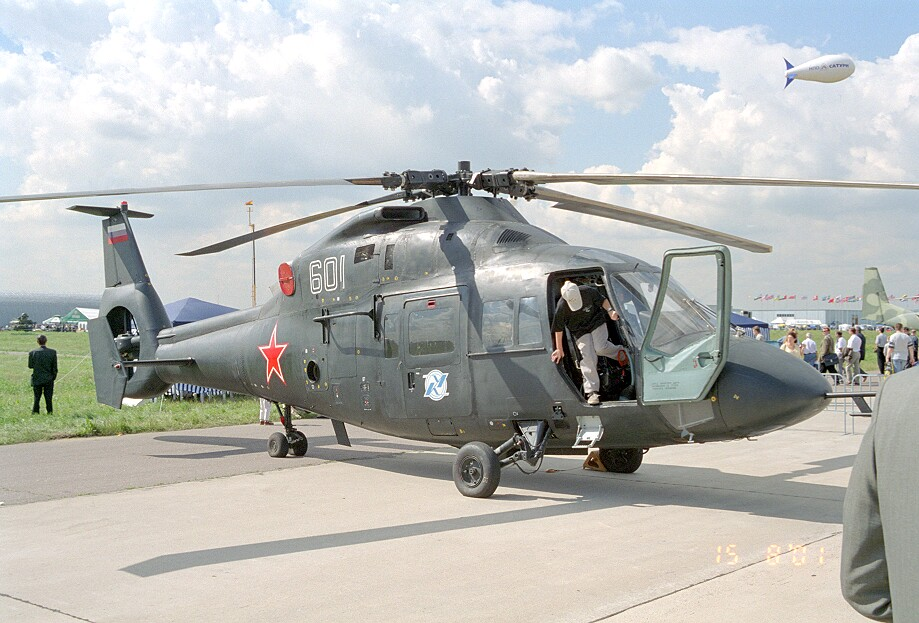
كا-60

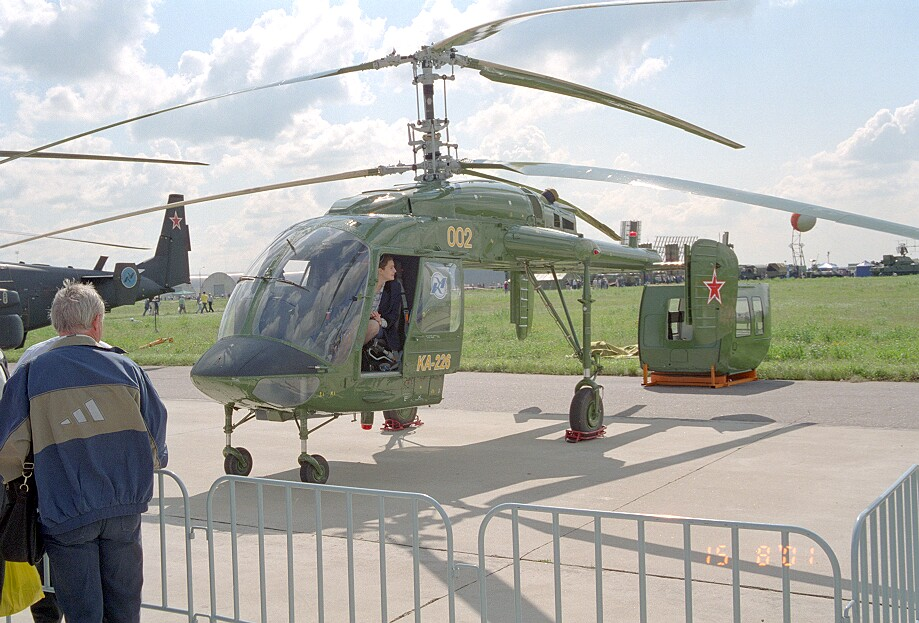
كا-226

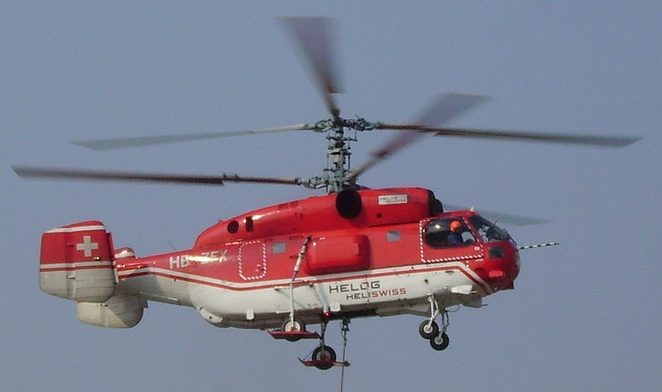
كا-32

شركة كاموف (بالروسية: Камов) هي شركة لصناعة الطائرات المروحية الروسية. تم تأسيسها من قبل نيكولاي إليتش كاموف، الذي بدأ بناء أول طائرة مروحية عام 1929، جنبا إلى جنب مع ن. ك. سكرجينسكي. حتى 1940s، قاموا بتصنيع العديد من الطائرات بما في ذلك طراز 3-A-7 الوحيدة المسلحة في العالم والتي شهدت بشكل محدود عمليات قتالية. ومنذ ذلك الحين، تخصصت كاموف في تصميم طائرات هليكوبتر مدمجة ذات دوار متحد المحور مناسبة لخدمة البحرية وعمليات عالية السرعة.
وفي عام 1974 ترأس سيرغي ميخييف مكتب كاموف للتصاميم. وتحول المكتب وشركة «كاموف» فيما بعد تحت اشرافه إلى شركة معترف بها في العالم باسره وأصبحت ثروة وطنية وفخرا للشعب الروسي. وقامت الشركة بتصميم وصنع مروحيات مثل «كا- بي اس27» الخاصة بالإنقاذ و«كا – 29» للنقل والقتال و«كا-31» الخاص بالرصد الرإداري التي يتم تصديرها إلى الصين. وسمحت تجربة صنع المروحيات ذات المروحتين العموديتين بتصميم مروحية ذات مقعد واحد للقوات البحرية، وهي المروحية «كا-50» ونموذجها المطور «كا-52» بصفتها مروحية للقتال والاستطلاع.
ومن الإنجازات الجديدة للشركة المروحية المتعددة الأغراض من طراز «كا-226» التي تعد أول طائرة سوفيتية حصلت على ترخيص أمريكي يثبت انها تتفق والمقاييس الجوية الأمريكية تماما. وتخصص المروحية لنقل 8 اشخاص أو الحمولة حتى 1500 كيلوغرام. وتستطيع المروحية الاستمرار في التحليق في حال تعطل أحد محركيها، الامر الذي يضمن سلامة استخدامها.
تم تحت اشراف كاموف تشكيل مدرسة لتصميم المروحيات ذات المروحتين العموديتين التي تتصف بالقابلية الفائقة للمناورة في الأبعاد الصغيرة والسرعة وسهولة القيادة.

## تصاميم مستقبلية
تصميم مروحية من طراز «كا-92» يمكن ان تبلغ سرعة قصوى لا تقل عن 460 كم في السرعة، علما ان سرعة غالبية المروحيات الحديثة لا تزيد عن 250 – 270 كم في الساعة. وسيكون وزن المروحية «كا-92» لدى الإقلاع 16 طنا ويمكن ان تنقل 30 راكبا على مسافة حتى 1400 كيلومتر.

## وصلات خارجية
- الموقع الرسمي